# Ángel Herrero
Ángel Herrero Morales (Zamora, España, 1 de marzo de 1942-Gijón, Asturias, España, 12 de enero de 2014), conocido como Herrero I, fue un futbolista español que jugaba de centrocampista o defensa.

## Trayectoria
Debutó con el Real Madrid Aficionados en 1961 tras haber pasado por las categorías inferiores del Real Madrid C. F. y el 17 de junio de 1962 formó como titular en el equipo que venció al Barcelona amateur en la final del Campeonato de España de Aficionados. En la campaña 1962-63 fichó por el U. P. Langreo y anotó siete goles en la Segunda División. También jugó en el Real Racing Club de Santander, Club Atlético de Ceuta y la A. D. Rayo Vallecano antes de incorporarse al Real Gijón en 1967. En la temporada 1969-70 consiguió el ascenso a Primera División con el club gijonés tras proclamarse campeón de la categoría de plata. Después de disputar otras tres temporadas en el Sporting, decidió retirarse como futbolista profesional al término de la campaña 1972-73.

## Clubes
| Club                          | País   | Año       | Partidos | Goles |
| ----------------------------- | ------ | --------- | -------- | ----- |
| Real Madrid Aficionados       | España | 1961-1962 |          |       |
| U. P. Langreo                 | España | 1962-1963 | 27       | 7     |
| Real Racing Club de Santander | España | 1963-1964 | 6        | 0     |
| Club Atlético de Ceuta        | España | 1964-1965 | 0        | 0     |
| A. D. Rayo Vallecano          | España | 1965-1967 | 51       | 2     |
| Real Sporting de Gijón        | España | 1967-1973 | 118      | 2     |

## Palmarés

### Campeonatos nacionales
| Título           | Club                   | País   | Año  |
| ---------------- | ---------------------- | ------ | ---- |
| Segunda División | Real Sporting de Gijón | España | 1970 |